# ルクソールのヘルメス同胞団
ルクソールのヘルメス同胞団は、1894年後半に初めて知られるようになった、先駆的なオカルト組織である。ピーター・ダビッドソンによって著された組織の公式文書によれば、この組織は1870年、マックス・テオンによって創立された。テオンは、英国にいるときに、「ルクソールのヘルメス同胞団の、平穏で、今でも拡張を続けている、古代の教団のアデプトによって」 入門したという。
その教団と、神智学協会のブラヴァツキーがいうところの謎めいた「ルクソールの同胞団」との関係は、はっきりしない。
テオンは、同胞団の外部グループのグランドマスターとなった。しかし、彼は初期の役割を離れ、日に日に教団の運営や説教には関わらなくなったようである。彼は、ピーター・ダヴィッドソンに諸事を任せてしまったらしい。なお、ダヴィッドソンは、当時、北地区（スコットランド）のグランドマスターで、のちには東地区（アメリカ）のグランドマスターとなっている。 
教団の教えは、パスカル・ビバリー・ランドルフの性魔術理論から強い影響を受けている。（ランドルフの性的な教えはヨーロッパ中に広まり、東方聖堂騎士団 (O.T.O. 後にアレイスター・クロウリーによって率いられた）等のグループにも影響を与えたといわれる。ただし、宗教学者のJ.・ゴードン・メルトンによると、東方聖堂騎士団への影響は証明されていない。）ただ、ランドルフ自身がヘルメス同胞団の一員だったかどうかははっきりしない。
1888年に設立された黄金の夜明け団に先だって、 ルクソールのヘルメス同胞団は、西洋のエソテリシズムの伝統のなかでは、実践的なオカルティズムを教える当時唯一の教団だった。メンバーには、多くのオカルティスト、心霊主義者、神智学徒がいた。ヘルメス同胞団と神智学協会は初期には密接な関係があり、ヘルメス同胞団の多くのメンバーが神智学協会の主要なメンバーだった。
後に、ヘルメス同胞団は、ブラヴァツキーの東洋的な教義に反対して仲間割れしていった。ダヴィッドソンは、「ブラヴァツキーは仏教カルトに属して、非常に低劣な教団に影響されるようになった」とみなしている。逆に、1883年、ヘルメス同胞団事務局長のトーマス・ヘンリー・バーゴインが詐欺で有罪判決をうけたとき、神智学徒たちはヘルメス同胞団の不道徳性を示すものだと主張した。

## 参照
- 光のヘルメス同胞団（en:Hermetic Brotherhood of Light）

## 注
1. ↑  Godwin,Chanel,Deveney, 1995, pages 92-97
2. ↑  Godwin,Chanel,Deveney, 1995, page 95
3. ↑  Godwin,Chanel,Deveney, 1995, page 6
4. ↑  Greenfield, 1997
5. ↑  Melton 1994.
6. ↑  Godwin,Chanel,Deveney, 1995, page 44
7. ↑  Godwin,Chanel,Deveney, 1995, page 52